# Cecil Campbell Hardy
Cecil Campbell Hardy (29 maggio 1900 – Distretto Rurale di Bridgwater, 8 dicembre 1963) è stato un militare britannico che prestò servizio nella Royal Navy, la marina militare britannica, durante la seconda guerra mondiale. Nel 1940 partecipò all'affondamento del sommergibile italiano Luigi Galvani, mentre nel giugno 1942 guidò la scorta ravvicinata al convoglio Harpoon durante la battaglia di mezzo giugno.

## Biografia
Cecil Campbell Hardy nacque il 29 maggio 1900, figlio del colonnello Charles Richard Hugh Hardy. Dopo aver studiato al Royal Naval College, Dartmouth, entrò nella Royal Navy, la marina militare britannica, nel maggio 1917, con il grado di Midshipman (aspirante guardiamarina). Assegnato all'incrociatore HMS Courageous fino al 1919, il 15 aprile 1921 avanzò al grado di Lieutenant (tenente di vascello) prima di imbarcarsi brevemente, nel 1923, nella HMS Glorious. Il 15 giugno di quello stesso 1923 risultava risiedere alla base della Royal Navy di Chatham (HMS Pembroke). Fino al 1937 Campbell Hardy si spostò quindi tra varie unità, quando già nel 1935 era salito fino al grado di Commander (capitano di fregata).
Il 31 agosto 1937 ricevette il suo primo comando di un'unità da guerra, la corvetta HMS Falmouth che guidò fino al 15 gennaio 1941, meritandosi una Distinguished Service Order (DSO) il 12 dicembre 1940 per aver partecipato all'affondamento del sommergibile italiano Luigi Galvani il 24 giugno precedente. Dopo quattro mesi (settembre - dicembre 1941) passati nella base di Tower Hamlets (HMS President), assunse il 31 gennaio 1942 il comando dell'incrociatore leggero HMS Cairo, dopo essere stato promosso Captain (capitano di vascello) quello stesso mese. A giugno guidò la scorta ravvicinata (Force X) al convoglio Harpoon durante la battaglia di mezzo giugno ottenendo un'altra DSO, ma nella successiva battaglia di mezzo agosto la HMS Cairo venne affondata dal sommergibile italiano Axum.
Recuperato da unità amiche, Campbell Hardy andò a comandare la base dei dragamine (HMS Miranda) di Great Yarmouth, quindi, il 15 ottobre 1943, quella di Rosyth (HMS Cochrane) e successivamente la nave deposito HMS Montclare, ultimo incarico prima della fine della seconda guerra mondiale. Nel gennaio 1946 venne designato quale comandante della base di Porto Said (HMS Stag), incarico che mantenne fino all'ottobre 1947. Il 23 gennaio 1948 tornò a comandare una nave, l'incrociatore HMS Euryalus, dove rimase fino al giugno 1949.
L'ultimo incarico di Cecil Campbell Hardy prima di ritirarsi l'8 luglio 1952 fu quello di direttore dell'ufficio del benessere e delle condizioni di servizio, base di Tower Hamlets, dal 10 ottobre 1949 al maggio 1950. Morì nel Distretto Rurale di Bridgwater l'8 dicembre 1963. Nella sua vita si sposò due volte: la prima volta con Angela Justice nell'agosto 1943, la seconda con Synolda Joan Margaret Munro-Spencer il 27 settembre 1949. Ebbe due figli, un maschio e una femmina.